# Видракко
Видракко (итал. Vidracco, пьем. Vidré) — коммуна в Италии, располагается в области Пьемонт, в метропольном городе Турин.
Население составляет 522 человека (2008 г.), плотность населения составляет 174 чел./км². Занимает площадь 3 км². Почтовый индекс — 10080. Телефонный код — 0125.
Покровителем коммуны почитается святой Георгий, празднование 23 апреля.

## Демография
Динамика населения:

## Администрация коммуны
- Официальный сайт: http://www.comune.vidracco.to.it/ Архивная копия от 30 апреля 2010 на Wayback Machine